# Bulkley Valley-Stikine (circonscription britanno-colombienne)
Pour les articles homonymes, voir Stikine.
Circonscription électorale provinciale du Canada
Bulkley Valley-Stikine est une circonscription provinciale de la Colombie-Britannique représentée à l'Assemblée législative de la Colombie-Britannique de 1991 à 2009 et depuis 2024.

## Géographie
La circonscription comprend la partie nord-ouest de la province, dont la région Stikine, la partie nord du district régional de Kitimat-Stikine, une petite partie du district régional de Bulkley-Nechako incluant les communautés de Smithers et Telkwa. Bordé au nord par le Yukon et à l'ouest par l'Alaska, la circonscription comprend aussi les communautés de New Hazelton, Stewart et Atlin.

## Liste des députés
1991-2009
| Législature                                     | Années                                          | Député                                          | Député                                          | Parti                                           |
| Bulkley Valley-Stikine issue de Atlin et Skeena | Bulkley Valley-Stikine issue de Atlin et Skeena | Bulkley Valley-Stikine issue de Atlin et Skeena | Bulkley Valley-Stikine issue de Atlin et Skeena | Bulkley Valley-Stikine issue de Atlin et Skeena |
| ----------------------------------------------- | ----------------------------------------------- | ----------------------------------------------- | ----------------------------------------------- | ----------------------------------------------- |
| 35e                                             | 1991–1996                                       |                                                 | Jackie Pement                                   | Néo-démocrate                                   |
| 36e                                             | 1996–2001                                       | Bill Goodacre                                   |                                                 | Néo-démocrate                                   |
| 37e                                             | 2001–2005                                       |                                                 | Dennis MacKay                                   | Libéral                                         |
| 38e                                             | 2005–2009                                       |                                                 | Dennis MacKay                                   | Libéral                                         |
| Circonscription remplacé par Stikine            |                                                 |                                                 |                                                 |                                                 |

Depuis 2024
| Législature                             | Années                                  | Député                                  | Député                                  | Parti                                   |
| Bulkley Valley-Stikine issue de Stikine | Bulkley Valley-Stikine issue de Stikine | Bulkley Valley-Stikine issue de Stikine | Bulkley Valley-Stikine issue de Stikine | Bulkley Valley-Stikine issue de Stikine |
| --------------------------------------- | --------------------------------------- | --------------------------------------- | --------------------------------------- | --------------------------------------- |
| 43e                                     | 2024–actuel                             |                                         | Sharon Hartwell                         | Conservateur                            |

## Résultats électoraux
Depuis 2024
1991-2009